# 慶雲 (金憲昌)
慶雲（けいうん、경운）は新羅の金憲昌が用いた私年号。822年。
新羅の第41代憲徳王の14年（822年）3月に、王族の一員である金憲昌は父の金周元が王位につけなかったことを不服として反乱を起こし、熊州（忠清南道扶余郡）を拠点として朝鮮半島南西部を占拠し、自立して国号を長安とするとともに慶雲元年と宣言した。同月のうちに反乱は平定され、慶雲年号は直ちに廃止された。

## 西暦・干支との対照表
| 慶雲 | 元年  |
| 西暦 | 822年 |
| 干支 | 壬寅  |